# 怒呛人生
是韩裔美國导演李成真为Netflix创作的一部2023年美国喜剧迷你剧。该剧由史蒂文·連和黄阿丽主演丹尼·趙和艾米·刘，两人因卷入一起路怒事件而相互对立。出演配角的有约瑟夫·李、英·马齐诺、崔大卫和佩蒂·安武。
《怒呛人生》于2023年4月6日在Netflix上首播，评论界称赞了剧本和导演，以及史蒂文·連和黄阿丽的出色表演，该剧受到了广泛好评。

## 剧情简介
兩位陌生人發生行車糾紛，一個是生意慘淡的水電工（史蒂文·連），一個是無力感纏身的創業家（黄阿丽），互看不順眼的兩人越鬥越起勁，手段也越來越卑鄙。

## 演员和角色

### 主角
- 史蒂文·連 饰演 丹尼·赵（Danny Cho），一个倒霉的承包商，卷入了一起路怒事件[2]
- 黄阿丽 饰演 艾米·刘（Amy Lau），一个经营植物销售生意克友绿植的小企业主。她是与丹尼发生路怒事件的另一方。
- 約瑟夫·李（英语：Joseph Lee (actor)）（Joseph Lee） 饰演 乔治·中井（George Nakai），艾米的夫婿和全職雕塑家，生活在他已故著名艺术家父亲的阴影下。
- 英·馬齊諾（Young Mazino） 饰演 保罗·赵（Paul Cho），丹尼的弟弟，正处于人生的低谷期，花费时间打游戏、投资加密货币和健身。
- 崔大卫 饰演 艾萨克·赵（Isaac Cho），丹尼的堂哥，有趣但有點靠不住，最近刚刚被释放出狱。
- 佩蒂·安武（英语：Patti Yasutake） 饰演 中井富美（Fumi Nakai），艾米的婆婆，乔治的母亲。

## 集数
| 集數 | 標題 | 導演        | 編劇                           | 上線日期     |
| ---- | ---- | ----------- | ------------------------------ | ------------ |
| 1    |      | 宮崎光代    | 李成真                         | 2023年4月6日 |
| 2    |      | 傑克·史崔爾 | 艾莉絲·朱                      | 2023年4月6日 |
| 3    |      | 傑克·史崔爾 | 凱莉·肯珀                      | 2023年4月6日 |
| 4    |      | 宮崎光代    | 艾力克斯·羅素                  | 2023年4月6日 |
| 5    |      | 宮崎光代    | 瑪莉··阮＆尼科·古鐵雷茲-科夫納 | 2023年4月6日 |
| 6    |      | 傑克·史崔爾 | 喬安娜·卡洛                    | 2023年4月6日 |
| 7    |      | 傑克·史崔爾 | 李成真＆凱文·羅森              | 2023年4月6日 |
| 8    |      | 傑克·史崔爾 | 李成真＆京·京·弗雷澤           | 2023年4月6日 |
| 9    |      | 傑克·史崔爾 | 李成真                         | 2023年4月6日 |
| 10   |      | 李成真      | 李成真                         | 2023年4月6日 |

## 制作
本剧集由李成真创建，由史蒂文·連和黄阿丽主演，于2021年3月首次宣布，随后各大电视平台展开竞价争夺该剧的版权，最终Netflix获胜。报道称，鄭李爍计划由李益安执导试播集。2022年3月，公布了更多的演员阵容，包括崔大卫和佩蒂·安武，并宣布由日本导演宮崎光代执导试播集和数集后续剧集。
拍摄工作于2022年4月开始。

## 发行
《怒呛人生》于2023年3月18日在西南偏南电影节首映。随后，于2023年4月6日在Netflix上发布。

## 回响
根据評論匯總网站爛番茄汇总的73篇评论文章，99%的评论家给予该作正面评价，平均打分为8.50分（满分10分）。该网站总结的评论家共识是“史蒂文·連和黄阿丽在《怒呛人生》中饰演一对令人着迷的对手，这部顶级喜剧巧妙地揭示了琐事背后的悲哀。” 在Metacritic使用加权平均值的评分为88分（满分100分），基于30位评论家的评价，表示“普遍好评”。